# Semilabeo notabilis
Semilabeo notabilis és una espècie de peix cipriniforme de la família dels ciprínids.

## Morfologia
- Els mascles poden assolir 34 cm de longitud total[2] i 2.000 g de pes.[3][4]

## Hàbitat
És un peix d'aigua dolça i de clima subtropical.

## Distribució geogràfica
Es troba a Àsia.